# 斯卡爾峰
61°38′02″N 8°15′55″E / 61.63389°N 8.26528°E

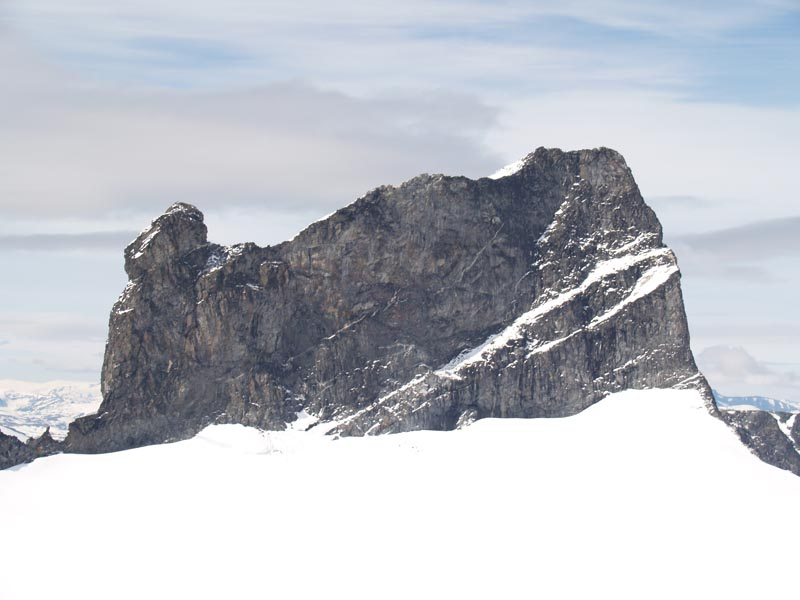

斯卡爾峰是挪威的山峰，位於該國東南部內陸郡，屬於尤通黑門山脈中加爾赫峰的一部分，海拔高度2,373米，人類在1884年首次登頂。